# 玉泉东岳庙
35°40′56″N 113°11′25″E / 35.68222°N 113.19028°E
玉泉东岳庙位于中国山西省陵川县附城镇玉泉村，2006年被列为第六批全国重点文物保护单位。
玉泉东岳庙始建年代不详，现存山门、拜殿、正殿、配房、配殿等建筑，其中正殿为金代遗构，山门为明代所建，余为清代建筑。正殿面阔三间，进深六椽，单檐歇山顶，斗栱为四铺作单下昂，梁架结构为四椽栿对前乳栿通檐用四柱。